# Dactylispa spinulosa
Dactylispa spinulosa is een keversoort uit de familie bladkevers (Chrysomelidae). De wetenschappelijke naam van de soort werd in 1817 gepubliceerd door Leonard Gyllenhaal.